# Saepe venerabiles fratres
Mit der Enzyklika Saepe venerabiles fratres vom 5. August 1871 weist Papst Pius IX. auf den  25. Jahrestag seines Pontifikates hin, welches nun das bisher längste Pontifikat seit Simon Petrus sei. Er bedankt sich gleichfalls für alle guten Wünsche, Geschenke und das ihm entgegengebrachte Vertrauen. Mit seinem abschließenden Segen verband er die Ermunterung im Gebet nicht nachzulassen und den gütigen Gott um Frieden und Gerechtigkeit zu bitten.